# Francesco Di Giacomo
Francesco Di Giacomo (Siniscola, 22 agosto 1947 – Zagarolo, 21 febbraio 2014) è stato un cantautore italiano, voce solista, dal 1971, del gruppo Banco del Mutuo Soccorso.

## Biografia

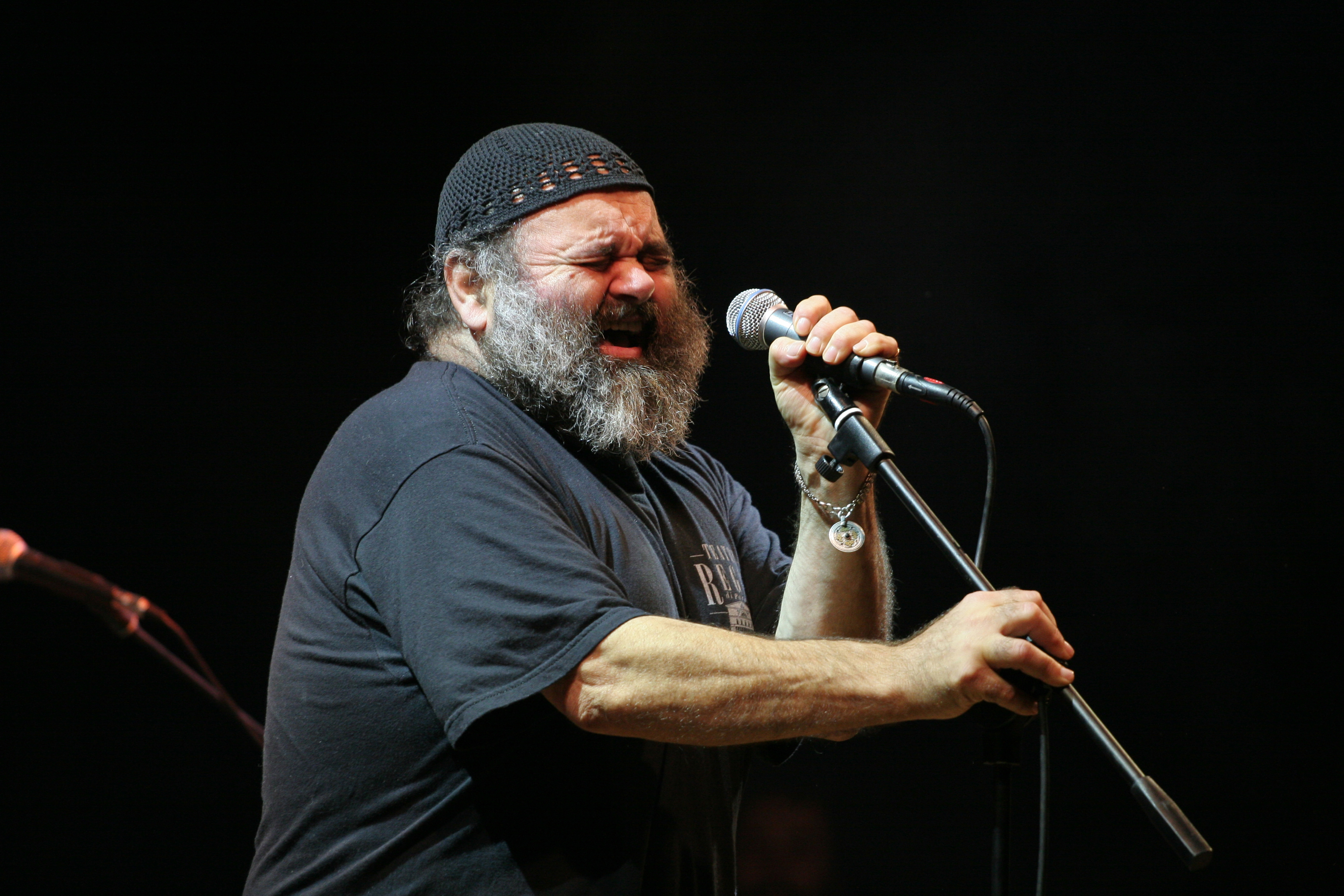
Francesco Di Giacomo nel 2005

Nato nella frazione La Caletta di Siniscola in Sardegna, all'età di 5 anni si trasferì con la famiglia a Roma.
Nel 1971 fu avvicinato da Vittorio Nocenzi, alla ricerca di un cantante, durante il II Festival Pop di Caracalla, insieme a Marcello Todaro e Renato D'Angelo, tutti provenienti dal gruppo Le Esperienze.
Nel 1989 ha prodotto il disco da solista Non mettere le dita nel naso, in collaborazione con gli altri musicisti del Banco del Mutuo Soccorso e Sam Moore.
Nel 2000 ha collaborato con i sardi Kenze Neke, anche loro originari di Siniscola, cantando il brano Gridu de vittoria dell'omonimo album.
È stato definito «la grande voce del progressive italiano, il simbolo di un'epoca aurea del rock italiano».
Era un grande esperto di cucina regionale, tanto da aver tenuto anche dei corsi. Inconfondibile voce tenorile, ha compiuto studi da autodidatta ed è autore di gran parte dei testi del gruppo. Ha inoltre scritto la poesia composta dai titoli delle canzoni dell'album ...di terra.
Di Giacomo è morto a 66 anni il 21 febbraio 2014 per un incidente stradale a Zagarolo, in provincia di Roma, dove viveva. Era alla guida della sua automobile quando si è schiantato frontalmente contro un'altra vettura, probabilmente dopo aver perso il controllo della sua a causa di un malore.
Il funerale, con rito laico, si è svolto presso il Palazzo Rospigliosi.
Nel 2016, una registrazione della sua voce è stata affidata agli Elio e le Storie Tese, che hanno completato l'arrangiamento del brano inserendolo nel loro album Figgatta De Blanc (con la collaborazione di Mauro Pagani, che sul finale ha eseguito un solo suonando il violino elettrico in duetto con la chitarra elettrica di Cesareo). La canzone si intitola Bomba Intelligente ed è stata scritta da Francesco Di Giacomo (testo) con Paolo Sentinelli (musica). Il Club Tenco l'ha premiata con la Targa Tenco 2016 come miglior canzone dell'anno.

## Cinema
È apparso in quattro lavori di Federico Fellini: Satyricon (1969), in una breve sequenza dove, dentro un'insula, in un vicolo di Roma, accenna una melodia su uno strumento a corde; Roma (1972), nella parte di un compare del protagonista nella scena del bordello; Amarcord (1973), nella parte di un addetto alla sicurezza del califfo in soggiorno al Grand Hotel di Rimini; e infine I clowns (1970), dove appare nelle sequenze dedicate al personaggio Giudizio. In relazione alla comparsata per Satyricon, il 14 dicembre 1968 intervenne in video, in occasione della 12ª puntata di Canzonissima, durante il collegamento televisivo realizzato tra il set allestito a Cinecittà e lo studio televisivo al Teatro delle Vittorie.

## Discografia

### Da solista
- 1989 - Non mettere le dita nel naso
- 1990 - Hey Joe/Non ci siamo (assieme a Sam Moore)
- 2001 - O Fado (assieme a Eugenio Finardi e Marco Poeta)
- 2019 - La parte mancante

### Collaborazioni
- 1985 - Canta Brutta storia nell'album Cammina cammina di Edoardo De Angelis
- 1995 - Canta La vita che grida nell'album La vita che grida di Tony Carnevale
- 1997 - Canta Tharros nell'album Vento del Deserto degli Indaco
- 1999 - Canta e compone Nel tempo nell'album Amòrgos degli Indaco
- 2000 - Canta l'Infedele nell'album In Ogni Luogo, In Ogni Tempo dei Periferia del Mondo
- 2000 - Canta Gridu de vittoria nell'album Kenze Neke, dei Kenze Neke
- 2001 - Canta in O Fado con Eugenio Finardi e Marco Poeta
- 2002 - Canta Il tuo stile nell'album L'amore, la rivolta dei Têtes de Bois
- 2003 - Canta La vita che grida nell'album Live - Rock Symphonic Concert di Tony Carnevale
- 2003 - Canta Il Sogno di Icaro nell'album Il Caso di Banda dei Falsari assieme ad Andrea Satta dei Têtes de Bois
- 2009 - Canta The power of freedom e Where a flower can stay nell'album ...dreaming a human symphony di Tony Carnevale
- 2012 - Canta Troppo poco nell'album di Piotta e Odio gli indifferenti assieme ad Adriano Viterbini dei BSBE
- 2013 - Canta Gli ultimi e i primi, Flipper Spaziale e Schiacciasassi nell'album Tana libera tutti di Andrea Gentili
- 2015 - Canta Globlob, Canto di primavera, Moby Dick, Lontano da, Non mi rompete nell'album Luci e Diamanti (con la partecipazione di Fabio KoRyu Calabrò e Polifonica Pievese) (postumo)
- 2016 - Canta Bomba intelligente nell'album Figgatta de Blanc degli Elio e le Storie Tese (postumo)